# INSEE
INSEE (francouzsky Institut National de la Statistique et des Études Économiques, [in.se]) je francouzský národní institut pro statistiku a ekonomické studie. Shromažďuje a publikuje informace o francouzské ekonomice a francouzské společnosti. Sídlí v Paříži.

## Ředitelé institutu
- Francis-Louis Closon (1946–1961)
- Claude Gruson (1961–1967)
- Jean Ripert (1967–1974)
- Edmond Malinvaud (1974–1987)
- Jean-Claude Milleron (1987–1992)
- Paul Champsaur (1992–2003)
- Jean-Michel Charpin (2003–2007)
- Jean-Philippe Cotis (od 2007)